# Setec Oy
Setec Oy est un imprimeur de billets de banque en Finlande. L'entreprise a été fondée en 1885. Actuellement Setec est détenue par la société Gemalto, un spécialiste des cartes à puce.